# Colloque de la recherche étudiante en science politique
Le Colloque de la recherche étudiante en science politique (CRESP) est une rencontre des étudiantes et étudiants de deuxième et de troisième cycles en science politique au Canada. Il a lieu tous les ans et demi.
Il est partiellement financé par la Société québécoise de science politique.

## Colloques précédents
- 2002 : 6e Colloque tenu à l'Université du Québec à Montréal, "Formes et lieux de pouvoir"
- 2004 : 7e Colloque tenu à l'Université de Montréal, « La science politique : Nouvelles approches ? Nouvelles réalités ? »
- 2005 : 8e Colloque tenu à l'Université Laval, « Frontières et recompositions »
- 2007 : 9e Colloque à l'Université McGill, « Les facettes du pouvoir »

## Prochain colloque
- 2009 : 10e Colloque à l'Université d'Ottawa, « Enracinement et déracinement: le politique en contexte »